# Gornja Slatina (Leskovac)
Gornja Slatina (Leskovac) (em cirílico: Горња Слатина) é uma vila da Sérvia localizada no município de Leskovac, pertencente ao distrito de Jablanica, na região de Jablanica. A sua população era de 182 habitantes segundo o censo de 2002.

## Demografia
| 1948 | 1953 | 1961 | 1971 | 1981 | 1991 | 2002 | 2011 |
| ---- | ---- | ---- | ---- | ---- | ---- | ---- | ---- |
| 270  | 282  | 287  | 256  | 260  | 248  | 210  | 182  |